# Splachnum octoblepharum
Splachnum octoblepharum là một loài rêu trong họ Splachnaceae. Loài này được Hook. mô tả khoa học đầu tiên năm 1819.